# Ingrid Rouif
Céline Bouchard, dite Ingrid Rouif, est une actrice française.

## Biographie
Ingrid Rouif était une des actrices récurrentes des films érotiques du dimanche soir sur M6 au tournant des années 2000.
Elle obtient le rôle de Madame de Montespan dans Le Roi danse, aux côtés de Benoît Magimel.

## Filmographie

### Cinéma
- 2000 : Le Roi danse de Gérard Corbiau

### Télévision
- 1999 : Radio de charme
- 2000 : Granturismo
- 2000 : Les Pilules de l'amour
- 2001 : De si jolies sorcières
- 2001 : La Septième Porte
- 2003 : Moi, Hector Berlioz
- 2009 : Père et Maire

#### Émissions de télévision
- Plus belle la vie
- Groland
- Non, fallait pas l’inviter
- Fallait pas m’inviter